# Agung Ethi Hendrawati
Agung Ethi Hendrawati je bývalá reprezentantka Indonésie ve sportovním lezení, mistryně Asie v lezení na rychlost.

## Výkony a ocenění
- 2001: v celkovém hodnocení světového poháru v lezení na rychlost získala stříbro
- 2004: v celkovém hodnocení světového poháru v lezení na rychlost získala bronz
- 2005: podruhé mistryně Asie (3. medaile) minimálně (jen dle dostupných výsledků)

### Závodní výsledky
| Světový pohár | Světový pohár | Světový pohár |
| Rok           | 2001          | 2004          |
| ------------- | ------------- | ------------- |
| Rychlost      | 2             | 3             |
| jednotlivě*   |               |               |

* pozn.: nalevo jsou poslední závody v roce
| Rok      | 2001 | 2003 | 2004 | 2005 |
| Rychlost | 1    | 1    | 2    | 1    |